# Pierre Isacsson
Pierre Einar Isacsson (Bergum, 1 december 1947 - Oostzee, 28 september 1994) was een Zweedse muzikant.
Pierre Isacsson was in de jaren zeventig van de vorige eeuw lid van de Zweedse popgroep Family Four. De band werd internationaal bekend door hun optreden op het Eurovisiesongfestival van zowel 1971 als 1972. Later genereerde hij succes als solozanger en scoorde hits als Då går jag ner i min källare, waarin zijn karakteristieke basstem goed uitkwam. Hij trad ook op in enige musicals, zoals Little Shop of Horrors en Fantasticks.

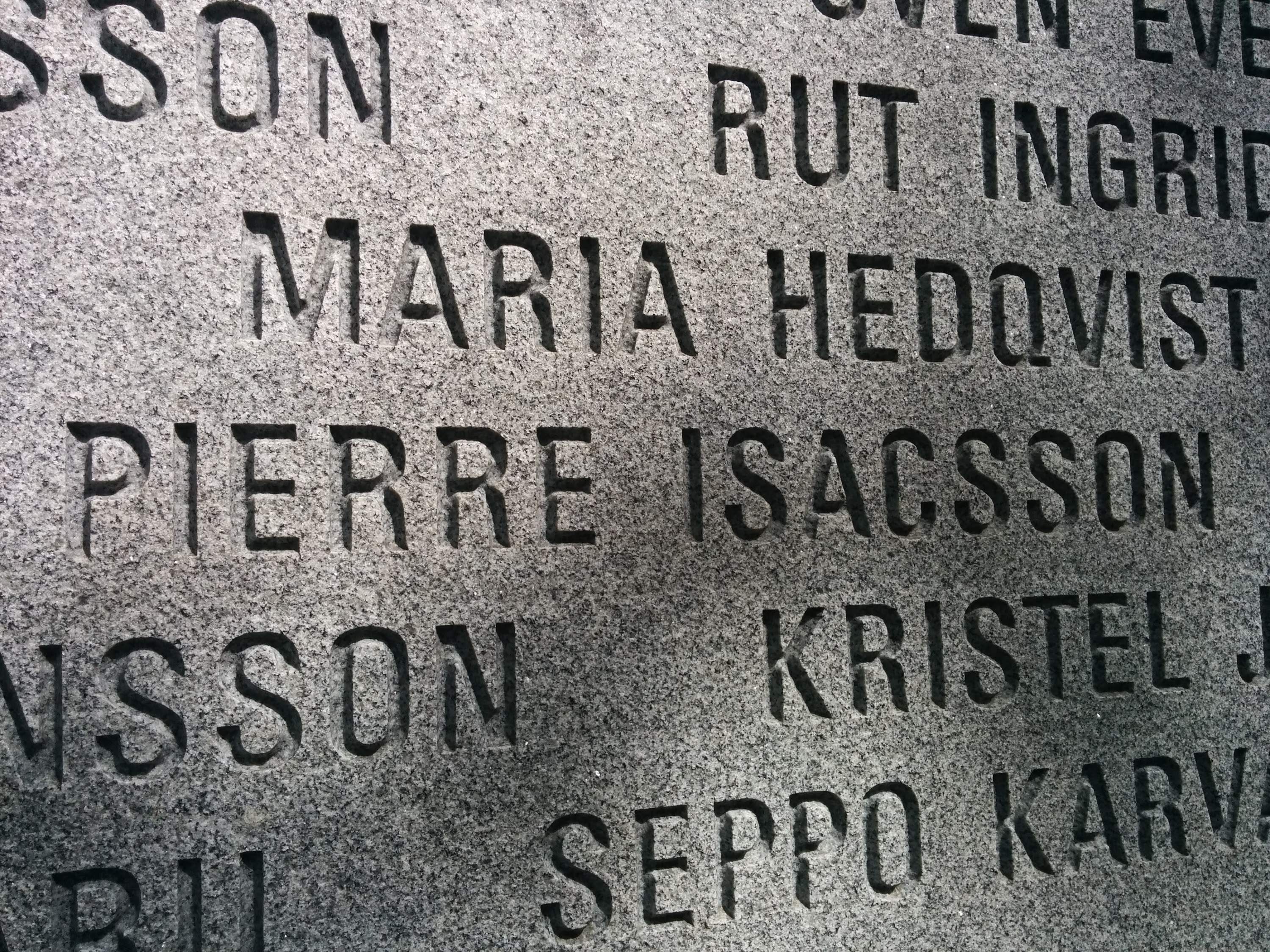
Zijn naam op het Estoniamonument

In september 1994 trad hij op als entertainer aan boord van de veerboot M/S Estonia, die tussen het Zweedse Stockholm enTallinn, de hoofdstad van Estland, voer. Kort na middernacht op 28 september 1994 raakte de veerboot op de Oostzee tijdens een storm in moeilijkheden, kapseisde en zonk. Meer dan 800 opvarenden verdronken. Dit betroffen zowel passagiers die niet tijdig het dek van het schip konden bereiken als passagiers die dit wel gelukten, maar bevangen raakten door het koude zeewater. In die laatste categorie viel Pierre Isacsson. Hij werd 46 jaar oud en ligt begraven op het Bromma kyrkogård te Stockholm.
- Gemeinsame Normdatei: 1015058582
- International Standard Name Identifier: 0000 0001 2952 9555
- MusicBrainz: 6de1f05d-5e25-4934-a590-8fe4f573d8d3
- Virtual International Authority File: 174474999
- WorldCat: E39PBJycGWY8vf3htJTMqBWbh3